# Landsberg am Lech
Pour les articles homonymes, voir Landsberg.
Landsberg am Lech est une ville située en Bavière (Allemagne). Cette ville pittoresque, sur la Route romantique, chef-lieu de district, est jumelée avec Saint-Laurent-du-Var (France).

## Les villages dépendant de Landsberg
Erpfting, Ellighofen, Pitzling, Reisch et Friedheim sont des quartiers ou villages dépendant de la commune de Landsberg am Lech. La ville a aussi quelques petits hameaux (Weiler) Mittelstetten, Sandau et Stadtwaldhof.

## Histoire
| Appartenances historiques Duché de Bavière 1158–1255 Duché de Haute-Bavière 1255–1353 Duché de Bavière-Landshut 1353-1392 Duché de Bavière-Munich 1392-1505 Duché de Bavière 1505–1623 Électorat de Bavière 1623–1806 Royaume de Bavière 1806–1918 République de Weimar 1918–1933 Reich allemand 1933–1945 Allemagne occupée 1945–1949 Allemagne 1949–présent |

Fondée par Henri le Lion, Landsberg am Lech a une histoire de plus de 700 ans. La vieille ville sur les bords du fleuve Lech est un centre commercial spacieux avec ses riches maisons patriciennes, son hôtel de ville avec une façade ornée de stucs par Dominikus Zimmermann et la tour de Schmalz.

## Architecture civile et lieux touristiques

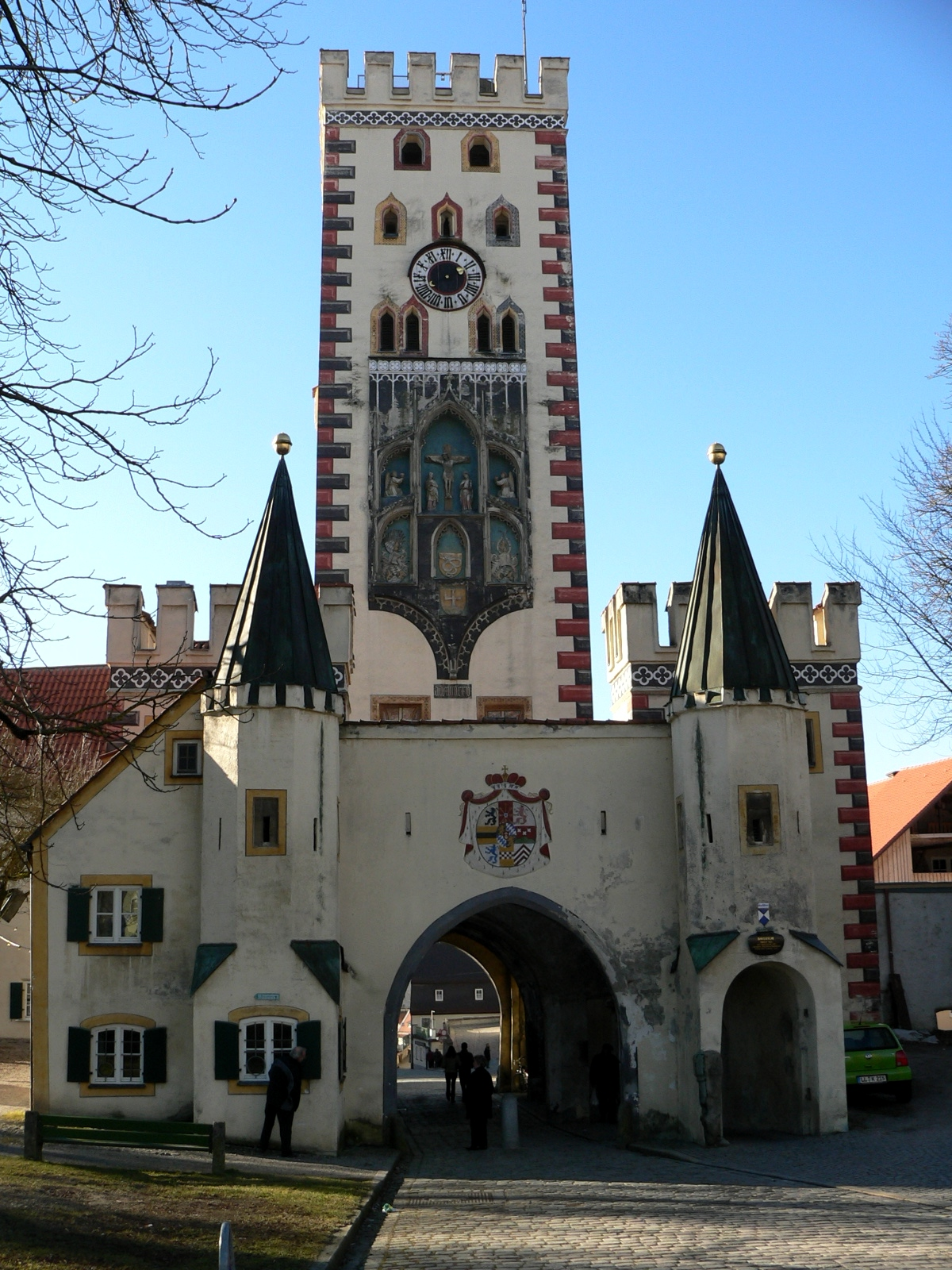
Vue de la tour de Bavière

- La tour de Bavière Bayertor 1425 (point de vue)
- L’ancien hôtel de ville (1719) de Dominikus Zimmermann et la grand-place (Hauptplatz) et sa fontaine de la Vierge Marienbrunnen (1783)
- La tour du Saindoux (Schmalzturm) (XIIIe siècle)
- La vieille route de la montagne, Alte Bergstraße, et ses maisons pittoresques
- La tour-mère, Mutterturm, datant de 1884, de Hubert von Herkomer
- Les cascades du Lech (Karolinenwehr)
- Le quartier des sorcières (Hexenviertel), quartier pittoresque des artistes
- Le château (Schlossberg)
- L'ancien cloître (Arkadenhof des Jesuitenkollegs) (1576-1609)
- le quartier "Klösterl" et sa tour des religieuses (Nonnenturm) (XIVe siècle)
- La tour Landsberger Jungfernsprung (1re moitié du XIVe siècle)
- La tour des corbeaux (Dachlturm) (Dohlenturm) (2e moitié du XVe siècle)
- La tour des teinturiers (Färbertor), 1458
- La tour des boulangers (Bäckertor) (XVe siècle) sur le Roßmarkt
- La tour des sorcières (Hexenturm) (XVe siècle) et son restaurant
- La tour de la poudre (Pulverturm) (XVe siècle)
- La tour de Sandau (Sandauer Tor), (1630), à côté de la cour de Staffinger (Staffinger Hof), (1500)
- L'ancien grenier à sel (Landsberger Salzstadl) (XIVe siècle)
- L'ancien cimetière et ses tombes historiques (1596-1598)
- La gare (1872) (Bahnhof Landsberg)
- Le château de Pöring, Schloss Pöring, (XVIe siècle) et son église, Landsberg-Pitzling

## Architecture religieuse
- Centre-ville :

Culte catholique:

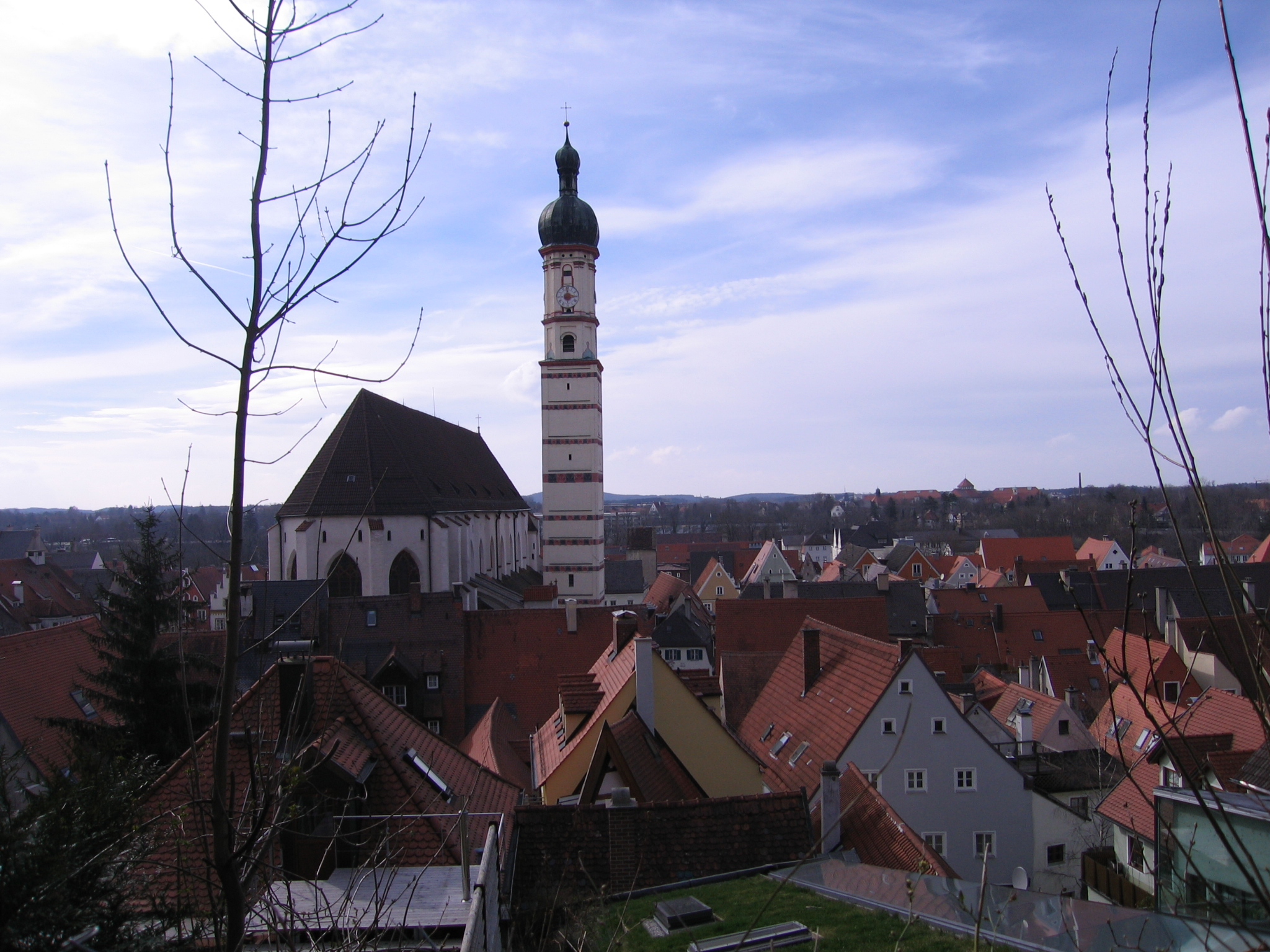
Panorama de la ville avec le clocher de l'église de l'Assomption

- Église de l'Assomption, Stadtpfarrkirche Mariä Himmelfahrt (1458-1708)
- Chapelle Sainte-Marie (Marienkapelle) au-dessus du portail sud de l'église de l'Assomption (1605)
- Église Saint-Jean, Johanniskirche, de Dominikus Zimmermann (1750-52)
- Église de la Sainte-Croix, Heilig-Kreuz-Kirche, 1754
- Chapelle Saint-Ignace, Ignatiuskapelle
- Église des Saints-Anges, Stadtpfarrkirche zu den Heiligen Engeln (1967)
- Église Sainte-Catherine, St. Katharinakirche (1890-92)
- La chapelle des Lépreux,  Leprosenkapelle (1458)
- Église de la Sainte-Trinité (église du cimetière ancien) (1596-98)
- Église Saint-Ulrich, Friedhofskirche St. Ulrich à Landsberg-Spötting (1765)
- Église conventuelle des Ursulines, Klosterkirche der Ursulinen (1754)
- Petite église de la Fontaine, Brunnenkirchlein à Hofgraben (1756)
- Chapelle d'Altötting au Waldfriedhof (cimetière de la Forêt) (1857)
- Chapelle Sainte-Christine, St. Christina Kapelle (1991)
- Église Saint-Jean de Landsberg am Lech

Culte protestant:
- Église du Christ (Christuskirche), église évangélique (1913-14)
- Église néo-apostolique (Neuapostolische Kirche) (1970)

- Proche banlieue :

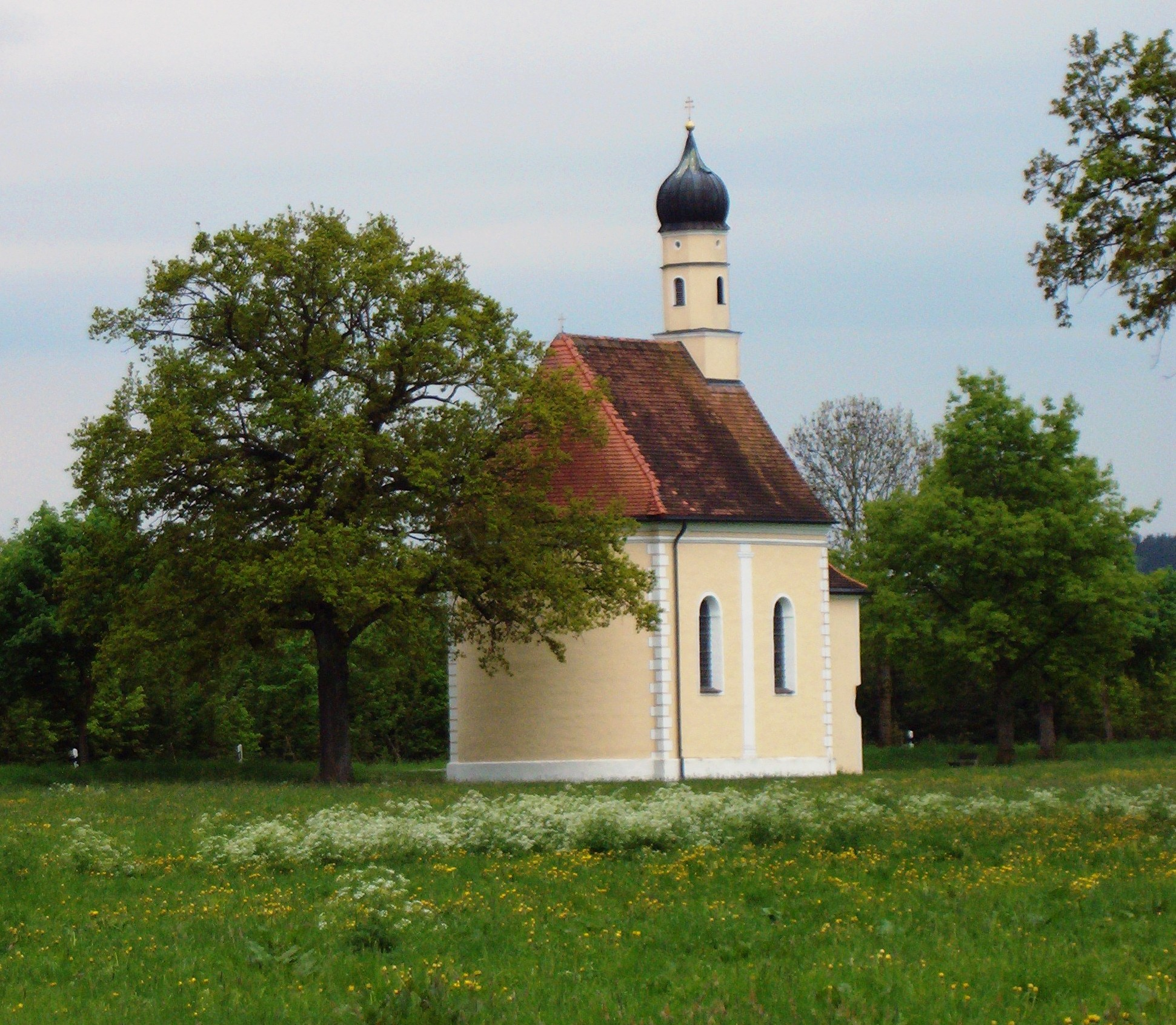
Chapelle Notre-Dame-du-Chêne à Erpfting

- - Ancienne église abbatiale Saint-Benoît (Klosterkirche St. Benedikt), église la plus ancienne du landkreis, à Landsberg-Sandau (VIIIe siècle - 1720)
  - Église du château de Pöring (Schloßkirche Pöring), dédiée à Notre-Dame-de-la Réconciliation, de Dominikus Zimmermann, à Pitzling (1764-66)
  - Église Saint-Jean-Baptiste (Pfarrkirche St.Johann Baptist), à Landsberg-Pitzling (1435)
  - Église Saint-Michel (Pfarrkirche St. Michael), à Landsberg-Erpfting
  - Chapelle Notre-Dame-du-Chêne (Maria-Eich-Kapelle), à Landsberg-Erpfting (1696)
  - Église de l'Assomption (Filialkirche Mariä Himmelfahrt), à Landsberg-Reisch (1730)
  - Église Saint-Étienne (Filialkirche St. Stephanus), à Landsberg-Ellighofen
  - Chapelle Saint-Rasso (Feldkapelle St.Rasso), à Landsberg-Ellighofen (1690)
  - Chapelle Notre-Dame-des-Douleurs (Feldkapelle Zur schmerzhaften Muttergottes), à Landsberg-Ellighofen (1760)

## Théâtres
- Le théâtre de la ville, Landsberger Stadttheater (1878)

## La prison de Landsberg
C'est dans la prison de cette commune, construite en 1910, que fut détenu pendant 8 mois Adolf Hitler en 1924 et où il écrivit Mein Kampf.
Elle servira ensuite de prison américaine pour criminels de guerre. Les accusés des procès de Nuremberg, des procès de Dachau y seront enfermés entre 1945 et 1946 et de nombreuses exécutions s'y dérouleront dont celles, à l'issue du procès des Einsatzgruppen, des principaux condamnés à mort Otto Ohlendorf, Erich Naumann, Paul Blobel ou Werner Braune, pendus le 7 juin 1951.
La prison est aujourd'hui gérée par le ministère bavarois de la Justice.

## Le camp de concentration
Le camp d'internement de Landsberg compta jusqu’à plus de cinq mille prisonniers, essentiellement des juifs, des artistes, des politiques, architectes, scientifiques, etc.
Le camp a été libéré le 28 avril 1945 par la 101e Aéroporté (506e PIR « easy company», la 10e Division blindée (Tiger) et la 4e Division de l’armée des États-Unis d’Amérique, sans la moindre résistance, les gardes SS ayant déserté les lieux quelques heures avant l’arrivée des troupes américaines. Sous les ordres du général Taylor, les forces américaines utilisèrent les nouveaux médias pour enregistrer les atrocités et ont ordonné aux habitants des environs de venir voir et enterrer de leurs propres mains les cadavres de centaines de prisonniers.
Après la libération, le camp se transforma en centre pour réfugiés recueillant des déportés juifs ayant fui l’URSS (essentiellement des pays Baltes et de Russie d'Europe). On y vit la création d’un journal en yiddish (le Yiddishe Zeitung), d'écoles religieuses et d'organisations de promotion de l’observance religieuse juive.
Une mise en scène de la découverte du camp a été présentée dans l’épisode 9, Why we fight, de la mini-série Frères d'armes, produite par Steven Spielberg et Tom Hanks en 2001.
Un nombre important de chefs ont émergé du camp, tel que Samuel Gringauz devenu le président du concile du comité central de l’éducation juive dans la zone américaine d'occupation.
Le camp ferma le 15 octobre 1950.

## Personnalités
- Ignaz Kögler (1680-1746), prêtre jésuite, missionnaire et astronome en Chine,
- Heinz Hoenig, acteur,
- Siegfried Rauch (1932-2018), acteur également,
- Erwin Neher, prix Nobel de physiologie ou médecine en 1991,
- Johnny Cash, chanteur américain, resta trois ans sur la base aérienne de la ville, pendant lesquels il écoute les communications des Soviétiques, achète sa première guitare et forme son premier groupe de musique. Il est démobilisé le 3 juillet 1954, avec le grade de sergent, et retourne vivre au Texas[1].
- Louis de Wittelsbach (1981-), prince de Bavière, ingénieur informaticien et juriste allemand, y est né.
- Julian Nagelsmann (1987-), entraîneur de football allemand

## Jumelages
- Hudson (États-Unis)
- Saint-Laurent-du-Var (France)
- Waldheim (Allemagne)
- Failsworth (Royaume-Uni)
- Rocca di Papa (Italie)
- Bushey (Royaume-Uni)
- Siófok (Hongrie)